# جائزة هوغو
جوائز هوغو هي مجموعة من الجوائز تمنح سنويا لأفضل انجازات قصص الخيال العلمي والفنتازيا. سميت الجائزة هوغو على اسم هوغو جيرنزباك مؤسس مجلة قصص مذهلة والرائدة في قصص الخيال العلمي، وسميت رسميا حفل جوائز الخيال العلمي حتى عام 1992. تنظمه وتشرف عليه جمعية الخيال العلمي العالمي، وتعطى الجوائز كل عام في المؤتمر السنوي اتفاقية الخيال العلمي العالم باعتبارها المحور الرئيسي لهذا الحدث. وقدمت لأول مرة في عام 1953، في مؤتمر الخيال العلمي العالمي الحادي العاشر، ومنحت كل عام منذ عام 1955. وعلى مدى السنوات التي أعطيت فيها الجائزة تغيرت الفئات المعروضة.
وتقدم جوائز هوغو حاليا لأكثر من اثني عشر فئة، وتشمل كلا من الأعمال المكتوبة والاعمال الدامية من مختلف الأنواع.

## الجائزة

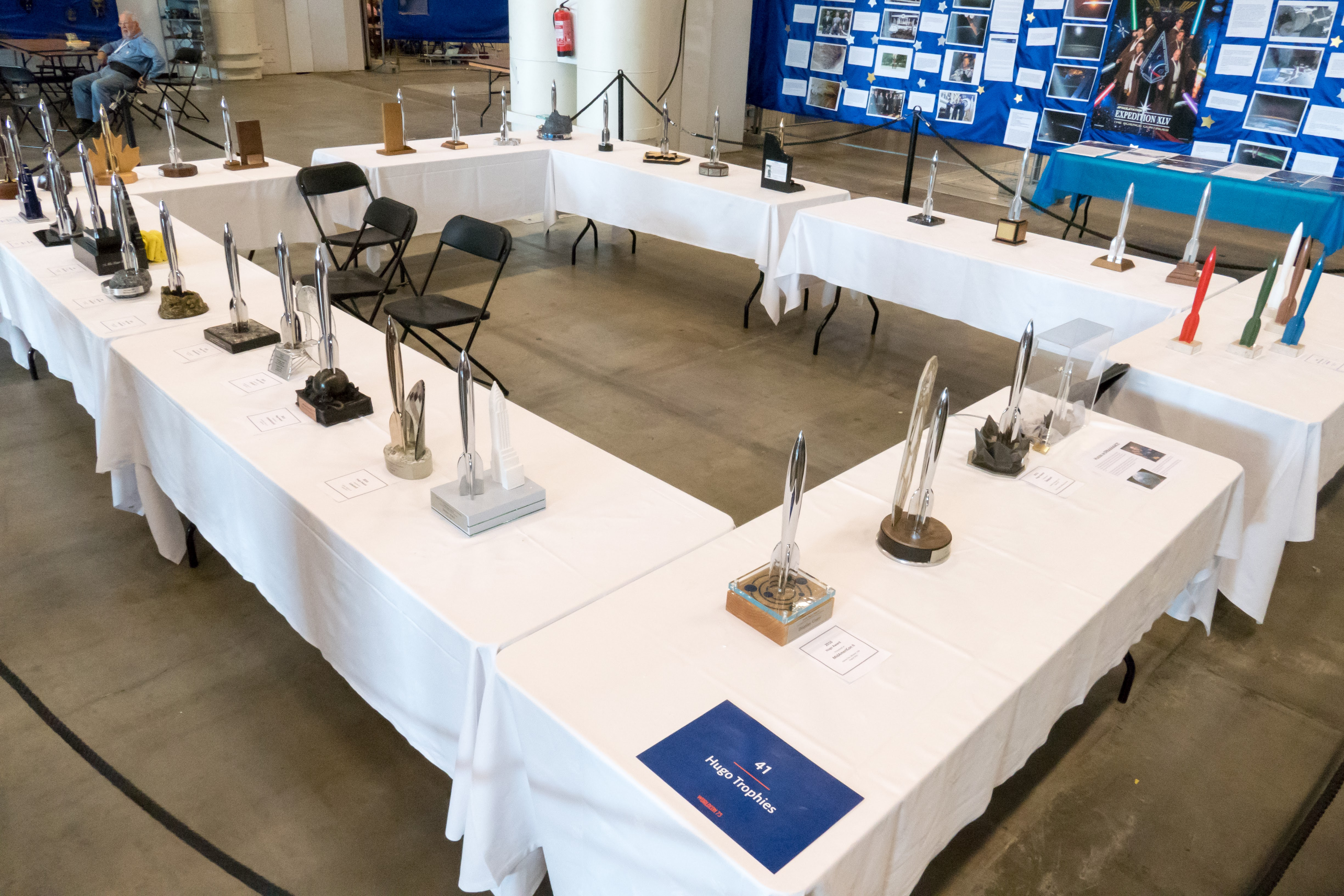
جوائز هوغو عبر السنوات معروضة في هلسنكي 2017

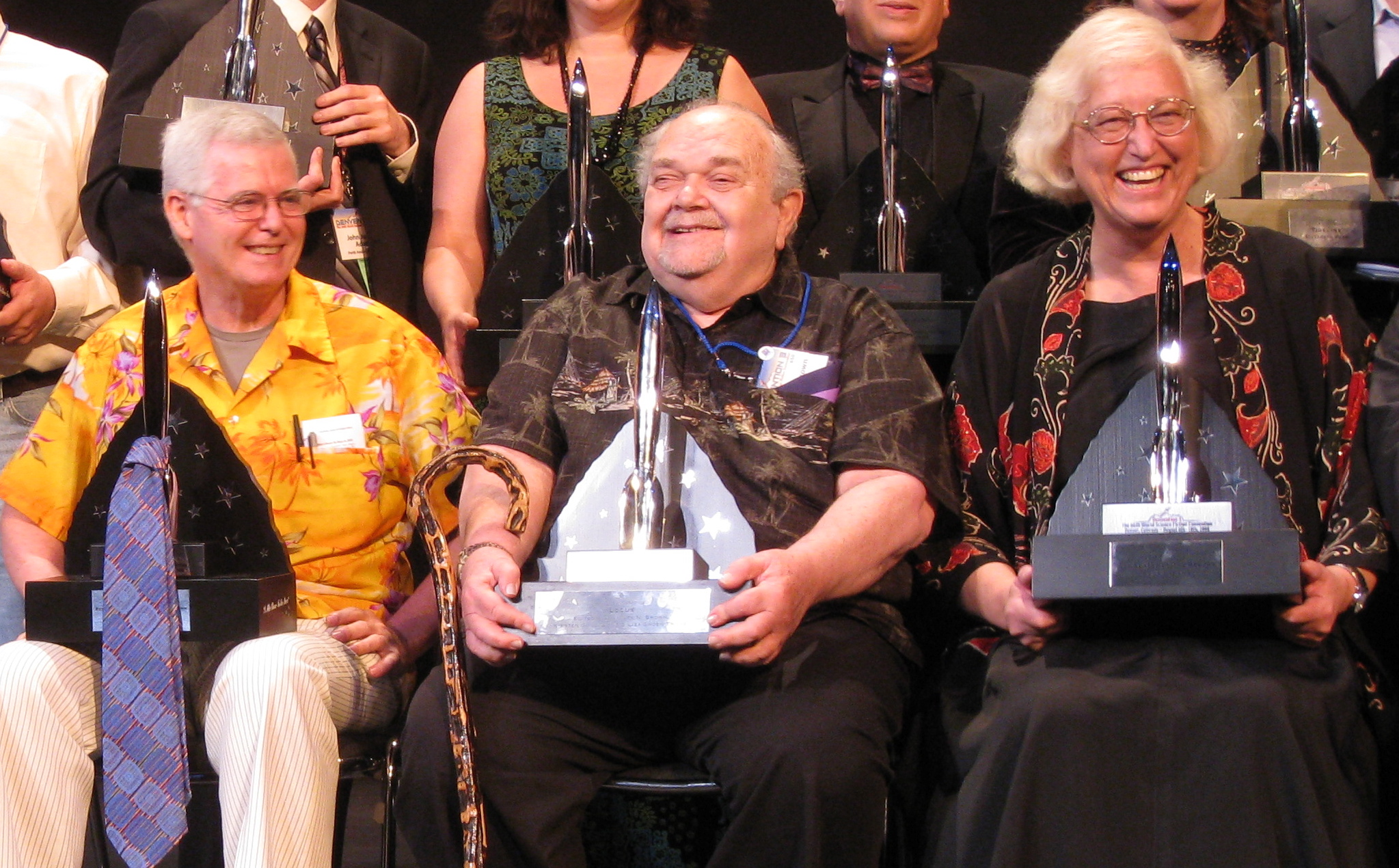
ديفيد هارتويل وتشارلز ن. براون وكوني ويليس حاملين لجوائز هوغو 2008

تمنح الجمعية العالمية للخيال العلمي جوائز هوغو سنويا لأفضل أعمال الخيال العلمي والفنتازيا للسنة السابقة. تعد جائزة هوغو الجائزة الرائدة في مجال الخيال العلمي. سميت على هوغو جيرنزباك الذي أنشأ مجلة الخيال العلمي قصص مذهلة، والذي يعد أحد آباء الخيال العلمي. لا ترشح الأعمال إلا إذا نشرت في السنة السابقة الموافقة أو ترجمت إلى الإنجليزية في السنة السابقة الموافقة.
يختار الأعضاء الداعمين أو الحاضرين للمؤتمر السنوي العالمي للخيال العلمي الأعمال المرشحة والفائزة، وتعد أمسية العرض الحدث الأهم للمؤتمر. عملية الاختيار تسير بنظام جولة الإعادة المباشرة المحدد في قانون الجمعية، بست ترشيحات لكل فئة، إلا في حالة التعادل. وتنقسم الجوائز إلى أكثر من اثني عشرة فئة، وتشمل كلا من الأعمال الكتابة والدرامية.
الأعمال الستة التي يجرى التصويت عليها لكل فئة هي الأعمال الحاصلة على أكبر عدد من ترشيحات الأعضاء، ولا يوجد حد لعدد القصص التي يمكن ترشيحها. يقدم الأعضاء الترشيحات الابتدائية من يناير إلى مارس، ويجرى التصويت على الأعمال الستة صاحبة العدد الأكبر من الترشيحات من أبريل إلى يوليو، وقد تتغير حسب السنة التي يقام فيها المؤتمر. قبل سنة 2017، عدد الترشيحات النهائية كان 5 لكل فئة. يقام المؤتمر عادةً في بداية شهر سبتمبر، وذلك في مدينة مختلفة من العالم كل سنة.
تمنح الجوائز في المؤتمر السنوي العالمي للخيال العلمي منذ 1953 على نهج جوائز الأوسكار، أنشأ جاك ماكنايت وبين جيسون مجسم الجائزة المستلهم من تصميم المجسمات على أغطية سيارات سنوات الخمسينات، بشكل صاروخ مثبت على قاعدة خشبية. واحتفظت الجائزة بهذا التصميم إلا عام 1958. ثم أعيد تصميمه رسميا سنة 1984، ولم يتغير منذ ذلك الوقت إلا قاعدة المجسم التي أصبحت تغير كل سنة. لا تمنح أي مكافئة مالية أو إضافية على مجسم الجائزة.

## التاريخ

### خمسينات القرن 20
قدمت أول جوائز هوغو في الطبعة الحادية عشر للمؤتمر السنوي العالمي للخيال العلمي الذي أقيم في فيلادلفيا سنة 1953، ومنحت الجوائز آنذاك لثمان فئات. كان هذا الحدث خاصا بتلك السنة، إلا أن المنظمين أملوا في أن تقدم الجوائز في الطبعات القادمة أيضا، لكن دون أمر رسمي.
لم تقدم الجوائز سنة 1954، لكن أعيد تقديمها سنة 1955، وأصبحت منذ ذلك الوقت تقدم سنويا. وكانت تسمى آنذاك جائزة الإنجاز السنوي في الخيال العلمي. وتسميتها بجائزة هوغو كانت غير رسمية آنذاك رغم أنها كانت التسمية الشائعة. ثم قبلت كتسمية رسمية بديلة في 1958، ومنذ 1992 أصبحت التسمية الرسمية للجائزة.
في السنوات الأولى، لم تكن لجوائز هوغو أي قواعد منشورة، وكانت تعطى للأعمال المنشورة في السنة السابقة للمؤتمر، التي لم تكن محددة وكانت تشمل عادة المدة بين مؤتمرين وليس بالضرورة سنة التقويم. في سنة 1959، بقيت الجائزة دون توجيهات رسمية لمعايير الاختيار، إلا أن عدة قواعد اتبعت وأصبحت تتبع كتقليد في السنوات التي تلتها. شملت هذه القواعد فصل المجموعة الابتدائية للترشيحات عن المجموعة النهائية التي يجرى التصويت عليها، وتحديد شرط التأهيل بنشر العمل في السنة السابقة في التقويم بدل مصطلح السنة السابقة للمؤتمر فالمصطلح كان غامضا وغير محدد بدقة، كما سمح للأعضاء بالتصويت بـ'لا جائزة' إذا رأى المصوت أن لا عمل مرشح يستحق الجائزة. وفي تلك السنة فاز خيار 'لا جائزة' في فئتين: أفضل عمل درامي وأفضل كاتب صاعد. كما منعت في تلك السنة الأعمال التي رشحت لجائزة 1958 بسبب تداخل السنتين بعد تحديد مصطلح السنة السابقة في التقويم.

### ستينات القرن 20
في 1961، وبعد تشكيل الجمعية العالمية للخيال العلمي للإشراف على لجنات المؤتمر، وضعت القواعد الرسمية في دستور الجمعية وجعلت منح الجوائز أحد مسؤوليات اللجنات التنظيمية للمؤتمر. شملت القواعد السماح فقط لأعضاء المؤتمر لتلك السنة بالتصويت، وكان يسمح للجميع بتقديم الترشيحات، لكن منذ سنة 1963 أصبح تقديم الترشيحات مسموحا فقط لأعضاء المؤتمر لتلك السنة أو السنة التي سبقتها. وحددت التعليمات الفئات التي تعطى فيها الجائزة وجعلت التغيير فيها من صلاحيات مجلس الجمعية فقط. شملت هذه الفئات أفضل رواية وأفضل قصة قصيرة وأفضل عمل درامي ومجلة محترفة وفنان محترف وأفضل مجلة هاوية. وكانت سنة 1963 السنة الثانية التي فاز فيها خيار «لا جائزة» في فئة أفضل عمل درامي.
في 1964 تغيرت التعليمات لتسمح للمؤتمرات السنوية لإنشاء فئات إضافية، دون أن تتجاوز جائزتين آنذاك. كانت هذه الجوائز الإضافية تنتمي رسميًّا لجوائز هوغو لكن لم يكن من الضروري إعادتها في المؤتمرات اللاحقة. أصبح بعد ذلك يسمح بجائزة إضافية واحدة فقط سنويا، منحت هذه الجوائز الإضافية في عدة فئات إلا أن عددا صغيرا منها فقط منحت لأكثر من سنة.
في 1967 أضيفت فئات الأقصوصة الطويلة والكتاب الهواة والفنانين الهواة، وفي السنة التي تلتها أضيفت فئة الرواية القصيرة. سمحت إضافت هذه الفئات بتحديد عدد الكلمات في كل عمل لتصنيفه ضمن الفئة الملائمة، إذ كان تصنيف العمل سابقًا متروكًا للمصوتين. منحت الجوائز في فئة الأقصوصة الطويلة أيضًا قبل وضع القواعد الرسمية. جوائز الهواة كانت بدايةً منفصلة عن جوائز هوغو الرسمية، أضر ذلك بمكانة جائزة المجلة الهاوية، لكن بدلا من ذلك ضمتها لجنة المؤتمر لجوائز هوغو الرسمية.

### السبعينات من القرن العشرين
في حين تم اختيار خمسة أعمال تقليديًا للترشيح في كل فئة من المرشحين المقترحين، تم وضع هذا في عام 1971 كقاعدة رسمية، باستثناء العلاقات. في عام 1973، قام WSFS بإزالة فئة أفضل مجلة احترافية، وتم منح جائزة أفضل محرر محترف كبديل لها، من أجل التعرف على «الأهمية المتزايدة للمختارات الأصلية». بعد ذلك العام، تم تغيير المبادئ التوجيهية مرة أخرى لإزالة الجوائز الإلزامية والسماح بدلاً من ذلك بما يصل إلى عشر فئات يتم اختيارها من قبل كل اتفاقية، على الرغم من أنه كان من المتوقع أن تكون مماثلة لتلك المقدمة في العام السابق. على الرغم من هذا التغيير، لم تتم إضافة جوائز جديدة أو إزالة جوائز سابقة قبل تغيير الإرشادات مرة أخرى لإدراج فئات محددة في 1977، وشهد عام 1977، و 1977، فوز «لا جائزة» في فئة العرض الدرامي للمرة الثالثة والرابعة؛ ولم تفز «لا جائزة» بأي فئات بعد ذلك حتى عام 2015.

### بين1980-1990
في عام 1980 تمت إضافة فئة أفضل كتاب غير خيالي (تمت إعادة تسميته لاحقًا إلى أفضل عمل ذي صلة)، وتلاها فئة أفضل سيميبروزين (مجلة شبه مهنية) في عام 1984. وفي عام 1983، تم تشجيع أعضاء كنيسة السيانتولوجيا من قبل أشخاص مثل تشارلز بلات لترشيح كتلة Battlefield Earth ، التي كتبها مؤسس المنظمة L. Ron Hubbard ، لجائزة أفضل رواية؛ لم يتم الاقتراع النهائي. تبع ذلك حملة أخرى في عام 1987 لترشيح Hubbard's Black Genesis. أجرت الاقتراع النهائي لكنها انتهت خلف «لا جائزة». شهد عام 1989 عملاً - The Guardsman لـ Todd Hamilton و P.J. Beese - سحبه مؤلفوه من الاقتراع النهائي بعد أن اشترى أحد المشجعين العديد من العضويات بأسماء مستعارة، تم إرسالها جميعًا في نفس اليوم، من أجل الحصول على العمل على ورقة الاقتراع.
في عام 1990، مُنحت جائزة أفضل عمل فني أصلي كجائزة Hugo إضافية، وتم إدراجها مرة أخرى في عام 1991، على الرغم من عدم منحها في الواقع، وتم تأسيسها بعد ذلك باعتبارها جائزة Hugo رسمية. ثم تمت إزالته من هذا الوضع في عام 1996، ولم يتم منحه منذ ذلك الحين. تم إنشاء Retro Hugos في منتصف التسعينيات، وتم منحه لأول مرة في عام 1996.

### منذ عام 2000
في عام 2003، جائزة العرض الدرامي تم تقسيمه إلى فئتين، Long Form و Short Form. تكرر هذا مع فئة أفضل محرر محترف في عام 2007. شهد عام 2009 إضافة فئة أفضل قصة مصورة، وفي عام 2012 تمت إضافة جائزة فيلم بتصنيف Best Fancast.
في عام 2015، قدمت مجموعتان من كتاب الخيال العلمي، وهما «الجراء الحزين» بقيادة براد آر. الاقتراع. كانت حملة Sad Puppies قد استمرت لمدة عامين على نطاق أصغر، بنجاح محدود. ووصفها قادة الحملات بأنها رد فعل على المرشحين «المتخصصين والأكاديميين والعلنيين [اليساريين]» وتحول هوغو إلى «جائزة العمل الإيجابي» التي تفضل المؤلفين والشخصيات غير البيض. وردا على ذلك، رفض خمسة مرشحين ترشيحهم من قبل، وللمرة الأولى، اثنان بعد نشر الاقتراع. رفضت كوني ويليس الحائزة على العديد من جوائز هوغو تقديم الجوائز.
وصفت صحيفة الغارديان هذه الألواح بأنها «جناح يميني» و «رد فعل عنيف منسق» ومن قبل نادي صحيفة A.V. بصفته «مجموعة من الرجال البيض»، وارتبطوا بجدل Gamergate. وصف صموئيل آر ديلاني الفائز بعدة هوجو الحملات بأنها استجابة للتغيرات «الاجتماعية والاقتصادية» مثل اكتساب مؤلفي الأقلية شهرة وبالتالي «ثقل اقتصادي». في جميع العروض باستثناء أفضل عرض درامي، تم وضع فئة «لا توجد جائزة» فوق كل المرشحين الموجودين في أي من اللائحتين باستثناء أفضل عرض درامي، وفازت بجميع الفئات الخمس التي تضمنت أسماء مرشحين فقط. تكررت الحملتان في عام 2016 مع بعض التغييرات، وسيطرت قائمة "Rabid Puppy" مرة أخرى على بطاقة الاقتراع في عدة فئات، مع جميع المرشحين الخمسة في أفضل عمل ذي صلة، وأفضل قصة مصورة، وأفضل فنان محترف، وأفضل فنكاست Best Fancast 
استجابة للحملات، تم إقرار مجموعة من القواعد الجديدة، تسمى "E Pluribus Hugo"، في عام 2015 وتم التصديق عليها في عام 2016 لتعديل عملية الترشيحات. تهدف القواعد الجديدة إلى ضمان عدم تمكن مجموعات الأقليات المنظمة من الهيمنة على كل منصب وصل إلى المرحلة النهائية في إحدى الفئات، وتحدد القواعد الجديدة نظام التصويت الذي يتم فيه استبعاد المرشحين واحدًا تلو الآخر، مع توزيع كل تصويت على عمل تم إلغاؤه على الأعمال التي تم ترشيحها، حتى يبقى فقط القائمة النهائية النهائية. تم التصديق على هذه القواعد في عام 2016 لاستخدامها لأول مرة في عام 2017. كما تم إلغاء قاعدة تنص على وجوب ظهور المرشحين النهائيين على خمسة بالمائة على الأقل من بطاقات الاقتراع، لضمان وصول جميع الفئات إلى مجموعة كاملة من المرشحين حتى عندما كانت المجموعة الأولى من الأعمال كبيرة جدًا. يقتصر كل مرشح على خمسة أعمال في كل فئة، ولكن تم تغيير الاقتراع النهائي إلى ستة في كل فئة؛ بالإضافة إلى ذلك، لا يمكن أن يكون هناك أكثر من عملين لمؤلف أو مجموعة معينة، أو في نفس المسلسل الدرامي، في فئة واحدة في الاقتراع النهائي.
في عام 2018، بدأت أحدث فئة دائمة، أفضل سلسلة؛ تم تشغيلها في العام السابق كجائزة Hugo خاصة قبل التصديق عليها في اجتماع العمل.
ستتميز جوائز Hugo لعام 2021 بجائزة Hugo الخاصة (لمرة واحدة) لألعاب الفيديو. بالإضافة إلى ذلك، تقوم لجنة دراسة Hugo بتقييم اقتراح لفئة «أفضل لعبة أو تجربة تفاعلية»، والتي قد يقترحها هم أو آخرون لاتفاقية 2021.

## الفئات1
| الفئات الحالية         | سنة البداية | الوصف الحالي                                                                      |
| ---------------------- | ----------- | --------------------------------------------------------------------------------- |
| أفضل رواية             | 1953        | للقصص التي تحتوي على 40,000 كلمة أو أكثر                                          |
| أفضل رواية قصيرة       | 1968        | للقصص التي تحتوي على 17,000 إلى 40,000 كلمة                                       |
| أفضل أقصوصة طويلة      | 1955        | للقصص التي تحتوي على 7,500 إلى 17,000 كلمة                                        |
| أفضل قصة قصيرة         | 1955        | للقصص التي تحتوي على أقل من 7,500 كلمة                                            |
| أفضل قصة قصيرة         | 2017        | لسلاسل الأعمال                                                                    |
| أفضل الأعمال ذات الصلة | 1980        | للأعمال غير الخيالية                                                              |
| أفضل قصة مصورة         | 2009        | للقصص التي تتألف من محتوى صوري                                                    |
| أفضل عمل درامي         | 1958        | للإنتاجات الدرامية، قسمت إلى أعمل أطول وأقصر من 90 دقيقة منذ سنة 2003.            |
| أفضل مجلة شبه محترفة   | 1984        | للمجلات شبه المحترفة                                                              |
| أفضل مجلة هاوية        | 1955        | للمجلات غير المحترفة                                                              |
| أفضل محرر محترف        | 1973        | لمحرري الأعمال المكتوبة، قسمت منذ سنة 2007 إلى محرري روايات ومحرري مجلات ومقتطفات |
| أفضل فنان محترف        | 1953        | للفنانين المحترفين                                                                |
| أفضل فنان هاوٍ          | 1967        | للفنانين الهواة                                                                   |
| أفضل كاتب هاوٍ          | 1967        | للكتاب الهواة                                                                     |
| أفضل بودكاست هاوٍ       | 2012        | للسلاسل السمعية البصرية للهواة                                                    |

| فئات سابقة كانت تمنح جوائزها سنويا | سنوات النشاط    | الوصف |
| ---------------------------------- | --------------- | --- |
| أفضل مجلة محترفة                   | 1953–1972       | للمجلات المحترفة                                                                                                  |
| أفضل عمل قصير                      | 1960–1966       | للقصص الأقصر من الرواية، كانت تعامل مثل فئة أفضل قصة قصيرة، لكن كانت تشمل الرواية القصيرة والأقصوصة الطويلة أيضًا. |
| أفضل عمل فني أصلي                  | 1990، 1992–1996 | للأعمال الفنية |

| فئات سابقة منحت في مؤتمرات منفصلة | سنوات النشاط | الوصف                                                                                    |
| --------------------------------- | ------------ | ---------------------------------------------------------------------------------------- |
| أفضل فنان أغلفة                   | 1953         | لمصممي أغلفة الكتب والمجلات                                                              |
| أفضل فنان صور                     | 1953         | لمصممي الصور داخل الكتب والمجلات                                                         |
| التميز في المقالات الواقعية       | 1953         | لكاتبي المقالات الواقعية                                                                 |
| أفضل فنان أو كاتب خيال علمي جديد  | 1953         | للكتاب والفنانين الجدد                                                                   |
| أفضل شخصية معجب                   | 1953         | أفضل معجب                                                                                |
| أفضل كاتب تحقيق                   | 1956         | لكاتبي مقالات المجلات                                                                    |
| أفضل مراجع كتب                    | 1956         | لكاتبي مراجعات الكتب                                                                     |
| أفضل كاتب صاعد                    | 1956         | للكتاب الجدد                                                                             |
| المعجب المميز                     | 1958         | للمعجبين                                                                                 |
| أفضل كاتب جديد                    | 1959         | للكتاب الجدد                                                                             |
| أفضل ناشر خيال علمي               | 1964، 1965   | لناشري كتب الخيال العلمي                                                                 |
| أفضل سلسلة في التاريخ             | 1966         | لسلاسل الأعمال                                                                           |
| أفضل الأنواع الأخرى               | 1988         | للأعمال التي لا تصنف ضمن الرواية أو الرواية القصيرة أو الأقصوصة الطويلة أو القصة القصيرة |
| أفضل موقع ويب                     | 2002، 2005   | لمواقع الوب                                                                              |
| أفضل كتاب فني                     | 2019         | كتب الأعمال الفنية                                                                       |

## الاعترافات
تحظى جائزة هة وغو بتقدير كبير من قبل المراقبين. وقد وصفتها صحيفة لوس أنجلوس تايمز بأنها «من بين أعلى درجات التكريم في الخيال العلمي والكتابة الخيالية»، وهو ادعاء ردده مجلة ويرد، الذي قال إنه «الجائزة الأولى في نوع الخيال العلمي». أشارت جاستين لارباليستير عام2002 في The Battle of the Sexes in Science Fiction، إلى الجوائز على أنها «أشهر جوائز الخيال العلمي وأكثرها شهرة». الجائزة الأولى للخيال العلمي «. وبالمثل، اعترفت صحيفة الغارديان بأنها» عرض رائع للخيال التأملي«وكذلك» واحدة من«جوائز الخيال العلمي» الأكثر احترامًا وديمقراطية وعالمية. ردد جيمس جون، في الموسوعة الجديدة للخيال العلمي (1988)، بيان الجارديان حول الطبيعة الديمقراطية للجائزة، قائلاً إنه «بسبب جمهورها الناخبي الواسع» كان هوجوس أكثر الجوائز تمثيلاً لـ «شعبية القراء».
قالت كاميل بيكون سميث، في كتاب ثقافة الخيال العلمي (2000)، إن أقل من 1000 شخص صوتوا في ذلك الوقت في الاقتراع النهائي. ومع ذلك فقد أكدت أن هذه عينة تمثيلية من القراء عمومًا، بالنظر إلى عدد الروايات الفائزة التي ظلت مطبوعة لعقود أو أصبحت بارزة خارج نوع الخيال العلمي، مثل The Demolished Man أو The Left Hand of Darkness . وشهدت جوائز عام 2014 أكثر من 1900 ترشيح وأكثر من 3500 ناخب في الاقتراع النهائي، بينما حصلت جوائز عام 1964 على 274 صوتًا. وشهدت جوائز عام 2019 1800 ترشيحًا و 3097 صوتًا، والتي وصفت بأنها أقل من 2014-2017 ولكنها أكثر من أي عام قبل ذلك.
زعم بريان ألديس في كتابه Trillion Year Spree: The History of Science Fiction، أن الجائزة كانت مقياساً لشعبية القارئ، بدلاً من الجدارة الفنية؛ قارنها مع جائزة نيبولا التي اختيرت من قبل اللجنة، والتي قدمت «المزيد من الحكم الأدبي»، على الرغم من أنه لاحظ أن الفائزين بالجائزتين غالبًا ما يتداخلون. إلى جانب جائزة هوغو، تعتبر جائزة نيبولا أيضًا واحدة من الجوائز الأولى في مجال الخيال العلمي، حيث وصفتها لورا ميلر من موقع Salon.com بأنها «جائزة الخيال العلمي الأكثر شهرة».
غالبًا ما يتم وضع الشعار الرسمي لجوائز هوغو على غلاف الكتب الفائزة كأداة ترويجية. زعم غاهان ويلسون، في جوائز فانتسي وورلد فيرست (1977)، أن الإشارة إلى أن الكتاب قد فاز بجائزة هوغو على الغلاف أدى إلى زيادة مبيعات تلك الرواية «بشكل واضح»، على الرغم من أن أورسون سكوت كارد قال في كتابه الصادر عام 1990 بعنوان How to Write Science Fiction & .تخيل أن الجائزة كان لها تأثير أكبر على المبيعات الخارجية مقارنة بالولايات المتحدة. ادعى Spider Robinson ، في عام 1992 ، أن الناشرين كانوا مهتمين جدًا بالمؤلفين الذين فازوا بجائزة Hugo ، أكثر من اهتمامهم بجوائز أخرى مثل جائزة نيبولا. قال الوكيل الأدبي ريتشارد كيرتس في كتابه إتقان أعمال الكتابة عام 1996 أن وجود مصطلح جائزة هوغو على الغلاف، حتى لو كان مرشحًا، كان «حافزًا قويًا» لمحبي الخيال العلمي لشراء رواية، بينما ادعى جو والتون في عام 2011 أن The Hugo هي جائزة الخيال العلمي الوحيدة «التي تؤثر في الواقع على مبيعات الكتاب».
كان هناك العديد من المختارات من الروايات القصيرة الحائزة على جائزة هوغو. بدأت سلسلة فائزي جائزة هوغو ، التي حررها Isaac Asimov ، في عام 1962 كمجموعة من الفائزين بالقصة القصيرة حتى العام السابق، واختتمت مع فائزي هوغو 1982 في المجلد 5. فائزي جائزة هوغو الجدد The New Hugo Winners ، تم تحريره في الأصل بواسطة Asimov ، فيما بعد تم تحريره من كوني ويليس وأخيراً بقلم جريجوري بينفورد، له أربعة مجلدات تجمع القصص من عام 1983 إلى هوجو عام 1994. أحدث المقتطفات هو كتاب The Hugo Award Showcase عام 2010 ، الذي حررته ماري روبينيت كوال. يحتوي على معظم القصص القصيرة والروايات والروايات التي تم ترشيحها لجائزة 2009.